# Добролища
Добро̀лища или понякога Добро̀лище (произношение в местния говор Добро̀лишча, на гръцки: Καλοχώρι, Калохори, катаревуса: Καλοχώριον, Калохорион, до 1926 година Δοβρόλιστα, Довролиста,) е село в Егейска Македония, Република Гърция, дем Костур, област Западна Македония.

## География
Селото е разположено на 17 километра югозападно от демовия център Костур, в Костурската котловина, на левия бряг на река Бистрица, която тук се нарича Белица. Към землището на Добролища е присъединено и това на днес изоставеното село Чърчища (Царциста). Добролища на север граничи с Четирок (Месопотамия), на юг с Желегоже (Пендаврисо), на изток с Тиквени (Колокинту) и на запад с Ошени (Ини). Южно от селото, между него и Желегоже (Пендаврисо) е поклонническият център „Свети Спиридон“.

## История

### Етимология
Според академик Иван Дуриданов името е патроним на -ишти < -itji, който произхожда от личното име Доброл, сравнимо с фамилното име Добролов.

### В Османската империя
В XV век в Добролища са отбелязани поименно 140 глави на домакинства.
Семейства от Добролища, заедно със слимничани и омотчани се заселват в 1791 година и в неврокопското село Ковачевица, където образуват така наречената Арнаутска махала. Те се занимават със строителство и основават Ковачевишката архитектурно-строителна школа.
В края на XIX век Добролища е смесено българо-мюсюлманско село. Александър Синве ("Les Grecs de l’Empire Ottoman. Etude Statistique et Ethnographique"), който се основава на гръцки данни, в 1878 година пише, че в Довролиса (Dovrolista) живеят 600 гърци. Според статистиката на Васил Кънчов („Македония. Етнография и статистика“) в 1900 година Добролища има 270 жители българи християни и 160 българи мохамедани или турци.
На Етнографската карта на Битолския вилает на Картографския институт в София от 1901 година Добромища е смесено българо-влашко-турско село в Костурската каза на Корчанския санджак със 70 къщи.
В началото на XX век цялото население на Добролища е под върховенството на Цариградската патриаршия, но след Илинденското въстание в началото на 1904 година минава под върховенството на Българската екзархия. Същата година турските власти не допускат учителя А. Наумов от Апоскеп да отвори българско училище в селото По данни на секретаря на екзархията Димитър Мишев („La Macédoine et sa Population Chrétienne“) в 1905 година в Добролище има 328 българи екзархисти и 32 власи.
Гръцка статистика от 1905 година не отразява промените и представя селото като гръцко с 500 жители. В 1906 година селото пострадва от гръцки андартски нападения на капитан Николаос Платанияс (Лахтарас).
През октомври 1906 година османски части успяват да убият в Добролища войводата Никола Добролитски и двама негови четници.
Според Георгиос Панайотидис, учител в Цотилската гимназия, в 1910 година в Довролиста (Δοβρόλιστα) има 65 семейства, от които 40 християнски. От християните 20 „са се завърнали в православието“, тоест под върховенството на Вселенската патриаршия.
Според Георги Константинов Бистрицки Добролища преди Балканската война има 50 български и 30 турски къщи, а според Георги Христов и 1 куцовлашка.
При избухването на Балканската война в 1912 година двама души от Добролища са доброволци в Македоно-одринското опълчение.
На етническата карта на Костурското братство в София от 1940 година, към 1912 година Добролища е обозначено като българско селище.

### В Гърция
През войната селото е окупирано от гръцки части и остава в Гърция след Междусъюзническата война. Боривое Милоевич пише в 1921 година („Южна Македония“), че Добролища (Добролишта) има 30 къщи славяни християни и 40 къщи турци. През 20-те години мюсюлманското население на Добролища се изселва в Турция и на негово място са заселени понтийски гърци, бежанци от Мала Азия, които в 1928 година са 145 души или според други данни 40 семейства и 139 души.
В 1926 година името на селото е преведено като Калохорион, в превод добро село.
През Втората световна война Добролища е в италианската окупационна зона и в селото е създадено подразделение на Централния македонобългарски комитет, начело със семейство Добролитски и чета на българската паравоенна организация Охрана. Селото пострадва от италианските наказателни отряди.
На 4 май 1945 година селото е ограбено от гръцката чета на Андон Аманатидис, много жени и мъже са малтретирани. По време на Гръцката гражданска война Добролища дава 22 убити, а 42 се изселват в социалистическите страни. 13 деца са изведени извън страната от комунистическите власти като деца бежанци. В селото има 9 политически убийства.
В селото традиционно се произвежда жито, тютюн и леща.
| Име     | Име     | Ново име  | Ново име  | Описание                                                          |
| ------- | ------- | --------- | --------- | ----------------------------------------------------------------- |
| Шитка   | Σίτκα   | Схинорема | Σχινόρεμα | река С от Добролища, десен приток на Четирската река              |
| Острика | Οστρίκα | Тригоно   | Τρίγωνο   | местност СИ от Добролища, между Добролища и Четирок (Месопотамия) |

| Албански топоними от Добролища преди изселването в 1923 година | Албански топоними от Добролища преди изселването в 1923 година | Албански топоними от Добролища преди изселването в 1923 година         |
| Име                                                            | Име                                                            | Обяснение                                                              |
| -------------------------------------------------------------- | -------------------------------------------------------------- | ---------------------------------------------------------------------- |
| Alevicë/a                                                      | Алевица                                                        | планина и връх, на Ю                                                   |
| Ara e Bathëve                                                  |                                                                | ниви на И                                                              |
| Ara e Derrit                                                   |                                                                | ниви на З, където собственикът убил прасе, което унищожавало реколтата |
| Ara e Laraskës                                                 |                                                                | ниви на С                                                              |
| Ara e Kupos                                                    |                                                                | ниви на СЗ                                                             |
| Arat e Klishës                                                 |                                                                | пасище на З, някога собственост на църквата                            |
| Bredhi i Bubës                                                 | Бубина ела                                                     | вековна ела на З, в която се смятало, че живее голяма буба (змей)      |
| Bredhi i Vetëm                                                 | Самотният смърч                                                | вековен самотен смърч на З                                             |
| Bumballë/a                                                     | Бумбала                                                        | бряг на Ю                                                              |
| Burim i Dhive                                                  | Извор на Дивата                                                | извор на С, където са пиели стада кози                                 |
| Çukë/a                                                         | Чука                                                           | ниви на Ю                                                              |
| Fush/a e Burrave                                               |                                                                | площад близо до центъра, на който се събират мъжете                    |
| Guri i Gjarpërit                                               | Змийски камък                                                  | скала на З                                                             |
| Hije e Shëmitrit                                               |                                                                | малък хълм, покрит с гора на Ю                                         |
| Hijet                                                          |                                                                | хълм на Ю в планината, покрит с букове                                 |
| Jamje/a                                                        | Яме                                                            | ниви на З                                                              |
| Këmba e Plakut                                                 |                                                                | плато на З                                                             |
| Klishë/a                                                       | Църква                                                         | на И                                                                   |
| Kodër e Borrovigjës                                            | Боровигя                                                       | хълм на З                                                              |
| Kodër e Gjatë                                                  | Дългият рид                                                    | хълм на З                                                              |
| Kodër e Thimes                                                 |                                                                | хълм Ю над селото                                                      |
| Kok’e Malit                                                    |                                                                | планински връх на Ю                                                    |
| Koria e Kolë Qorrit                                            | Кория на Кола Чора                                             | хълм, покрит с дъбове на Ю                                             |
| Koria e Syl Kamanit                                            | Кория на Сил камен                                             | хълм, покрит с дъбове на З                                             |
| Koria e Xhemkës                                                | Кория на Джемка                                                | извор на И                                                             |
| Koria e Ysit (Hysit)                                           | Кория на Иси                                                   | хълм с извор на З                                                      |
| Kroi i Bardhë                                                  |                                                                | извор на И                                                             |
| Kroi i Bekulit                                                 |                                                                | извор на И                                                             |
| Kroi i Birbilit                                                |                                                                | извор на З                                                             |
| Kroi i Çoçorit                                                 |                                                                | извор в селото                                                         |
| Kroi i Fshatit                                                 |                                                                | извор в центъра                                                        |
| Kroi Kulluar                                                   |                                                                | извор в селото                                                         |
| Kroi i Starës                                                  | Стар извор                                                     | извор на З                                                             |
| Livadhet e Sterrës                                             |                                                                | пасища и ниви на С                                                     |
| Luadhet e Shapatinës                                           |                                                                | ниви и пасища на ЮЗ                                                    |
| Lum i Belicës                                                  | Белица                                                         | река, идваща от Грамос                                                 |
| Mirosana                                                       |                                                                | ниви на Ю                                                              |
| Rruga e Çetirokut                                              | Четирски път                                                   | полски път на И към Четирок                                            |
| Rruga e Shënedjellit                                           | Светинеделски път                                              | полски път на С към Света Неделя                                       |
| Stena e Begollit                                               |                                                                | пещера, която приютява добитъка, на З                                  |
| Shapatinë/a                                                    | Шапатина                                                       | ниви и пасища на ЮЗ                                                    |
| Shtegu i Ujkut                                                 | Вълча пътека                                                   | стръмна пътека на Ю                                                    |
| Shur i Bardhë                                                  | Бел хълм                                                       | голям, бял хълм на З                                                   |
| Ura e Zypit                                                    |                                                                | дървен мост в центъра, над селската река                               |
| Vër e Ariut                                                    |                                                                | скала с пещера на З                                                    |
| Xhamia                                                         | Джамия                                                         | джамия в центъра                                                       |
| Zadra                                                          | Задра                                                          | хълм и ниви на З                                                       |
| Zimbik e Alitit                                                |                                                                | хълм на ЮЗ                                                             |

| Година    | 1913 | 1920 | 1928 | 1940 | 1951 | 1961 | 1971 | 1981 | 1991 | 2001 | 2011 | 2021 |
| --------- | ---- | ---- | ---- | ---- | ---- | ---- | ---- | ---- | ---- | ---- | ---- | ---- |
| Население | 468  | 434  | 455  | 634  | 585  | 520  | 458  | 475  | 459  | 458  | 398  | 329  |

## Личности
Родени в Добролища
- Апостол Калиманов, български революционер, деец на Македонобългарския комитет[34]
- Вангел Мирковски (1915 – 1949), гръцки комунист, член на КПГ от 1934 година; участва в борбата срещу диктатурата на Метаксас; в 1939 година е арестуван и заточен на остров Анафи; освободен е в 1941 година; включва се в борбата срещу италианските окупатори, като ръководител на петчленна въоръжена група; през ноември 1941 година е отново арестуван от италианската полиция и е осъден на 3 години затвор; в 1943 година след освобождаването се включва в редовете на ЕЛАС; командир е на въоръжен отряд; от 1946 година се включва в редиците на ДАГ. загива през февруари 1949 година в битката за Лерин[35]
- Васил Бружо, български революционер, деец на ВМОРО[36]
- Васил Христовски (1913-1948), гръцки партизанин и деец на СНОФ и НОФ
- Зисо Дельов(ски) (? - 1981), гръцки комунист
- Зисо Калиманов (Ζήσης Καλλιμάνης, ? – 1943), гръцки комунист, затворен в Акронавлия, освободен през юни 1941 година, след като се обявява за българин, убит е от италиански патрул в Пелеканос[37]
- Илия Тепов (1884 – ?), македоно-одрински опълченец, Костурска чета[38]
- Илия Толев (Тольов), македоно-одрински опълченец, Костурска чета[39]
- Лазар Поплазаров, гръцки комунист
- Митре Калиманов, гръцки комунист, брат на Паскал Калиманов, през Втората световна война води чета на Охрана, а след това се присъединява към СНОФ[37]
- Никола Добролитски (1876 – 30 октомври 1906), български революционер
- Паскал Калиманов Добролитски (1906 - 1950-те), един от ръководителите на Централния македонобългарски комитет в годините на Втората световна война
- Петър Иванов, български революционер от ВМОРО, четник на Петър Христов Германчето[40]
- Стасо Чанаков Добролитски, деец на ВМОРО[41]
- Стеряна Вангелова (1924 - 2005), участничка в Гръцката гражданска война
- Ташко Георгиев, български революционер от ВМОРО, четник на Петър Христов Германчето[42]
- Тодор Влахов (1913 – 1946), гръцки комунист, от 1935 година е член на ГКП; през 1935 – 1936 година е в ръководството на местния комунистически комитет; арестуван през 1939 година и заточен на остров Анафи; по време на Втората световна война е един от първите участници в комунистическите въоръжени групи в Костур, за което през ноември 1941 година е арестуван от италианските окупационни власти и е осъден е на три години затвор във Волос; след освобождаването си през 1943 година се включва в редиците на ЕЛАС; след Споразумението от Варкиза отново е преследван, умира в 1946 годна след тежко боледуване[43]
- Тодор Калиманов, български селски първенец[37]
- Търпо Калиманов (? – 1943), гръцки комунист, от 1928 година член на ГКП; като търговец обикаля селата на Хрупишщенския и Нестрамския район и легално разпространява комунистическите идеи; в 1938 година е арестуван и затворен в Акронавлия, а по-късно изпратен на Пилос, откъдето избягва през лятото на 1941 година; включва се в нелегалната дейност срещу немската и италианската окупация като организационен работник в родния си край; убит от италиански карабинер през февруари 1943 година в село Ератира (Селица)[44]
- Христо Вангелов, български революционер от ВМОРО, четник на Петър Христов Германчето[45]
- Щерьо Калиманов – Добролитски, български революционер от Охрана

Починали в Добролища
- Никола Добролитски (1879 – 30 октомври 1906), български революционер

Други
- Ягнула Куновска (р. 1943), северномакедонски юрист и писател, по произход от добролищката фамилия Добролитски